# Surface d'onde
 (novembre 2017).
Si vous disposez d'ouvrages ou d'articles de référence ou si vous connaissez des sites web de qualité traitant du thème abordé ici, merci de compléter l'article en donnant les références utiles à sa vérifiabilité et en les liant à la section « Notes et références ».
On appelle surface d'onde l'ensemble des points qui à un instant t donné possèdent la même élongation. Cela signifie que, à l'instant t donné, la fonction epsi noté K(x,y,z) garde une valeur constante en tous points de la surface d'onde.

## Équation
Avec l'équation de l'onde : 
- S(x,y,z,t) = S(M,t) = Acos[wt-K(x,y,z)]

On peut ainsi définir l'équation de la surface d'onde par :
- Pour tout M(x,y,z) appartenant à la surface d'onde, K(x,y,z) = constante

On dit alors que K est un champ scalaire.